# Гритти, Альвизе
Альви́зе Гри́тти (итал. Alvise Gritti, также встречаются варианты имени Луи́джи и Лудо́вико; 1480, Стамбул, Османская империя — 29 сентября 1534, Медиаш, Трансильвания) — османский дипломат и политик венецианского происхождения, незаконнорождённый сын дожа Венеции Андреа Гритти; регент Венгрии с 1530 по 1534 год.

## Биография
Альвизе Гритти родился в 1480 году в Стамбуле от греческой невольницы во время пребывания его отца в столице Османской империи. Рос Альвизе также в Стамбуле; образование получал в Падуе, Венеция (1496—1507/1508). В 1527 году он вернулся в Стамбул, где впервые встретился с великим визирем молодого султана Сулеймана Паргалы Ибрагимом. Альвизе очень быстро сблизился с визирем и даже стал его деловым партнёром. В Стамбуле Альвизе стал известен под прозвищем Бейоглу́, данным ему за его происхождение (дословный перевод «сын дворянина»); это же название носил район недалеко от площади Таксим, где находился дворец Гритти.
В 1527 году Альвизе поддержал Яноша Запольяи против Фердинанда Габсбурга, желавшего заполучить венгерскую корону. Вскоре он стал одним из важнейших союзников Яноша, и служил посредником между венгерским королём и османским султаном. В 1528 году великий визирь, по некоторым сообщениям, планировал взять его в будущий поход на Венгрию, где Гритти получил бы «важное архиепископство, а также часть австрийского эрцгерцогства до того, как турки взяли бы их». Гритти остался в Буде как первый советник короля Яноша, а с 1530 по 1534 год был регентом Венгрии.
19 ноября 1533 года губернатор Марано сообщил Карлу Габсбургу, что «слышал несколько дней назад о задержании генерал-капитана Хорватии и его переправке в [город брата твоего] Лайбах от двух шпионов Гритти». Они признались, что Гритти «от имени турецкого императора (султана) заключил союз с королями Англии и Франции, а также с рядом других правителей против Его Императорского и Королевского Величеств и всего христианского мира. Вследствие этого французско-турецкая армия, численностью более 23 тысяч человек (из них 1500 единиц лёгкой кавалерии), готовится к войне. По мнению одно из шпионов, сам Гритти, а также его сообщники будут пытаться проникнуть в Хорватию, Славонию и Венгрию, чтобы захватить их. Между тем, герцоги Баварии и Вюртемберга, а также ландграф Гессенский создадут беспорядки в Германии и дестабилизируют христианский мир, что приведёт к большим проблемам Его Императорское Величество».
В 1534 году Гритти попытался возглавить восстание в Трансильвании, но был убит вместе с двумя сыновьями при осаде Медиаша. 
Альвизе Гритти посвящён парфюмерный бренд Gritti, основанный Лукой Гритти. 

## В культуре
- В турецком телесериале «Хюррем Султан» роль Альвизе Гритти исполнил Яман Тюрджет[12].
- В турецком телесериале «Великолепный век» роль Альвизе Гритти исполняли Тансель Онгель[13] и Эрман Сабан.